# Liste der Fornminnen in Indal

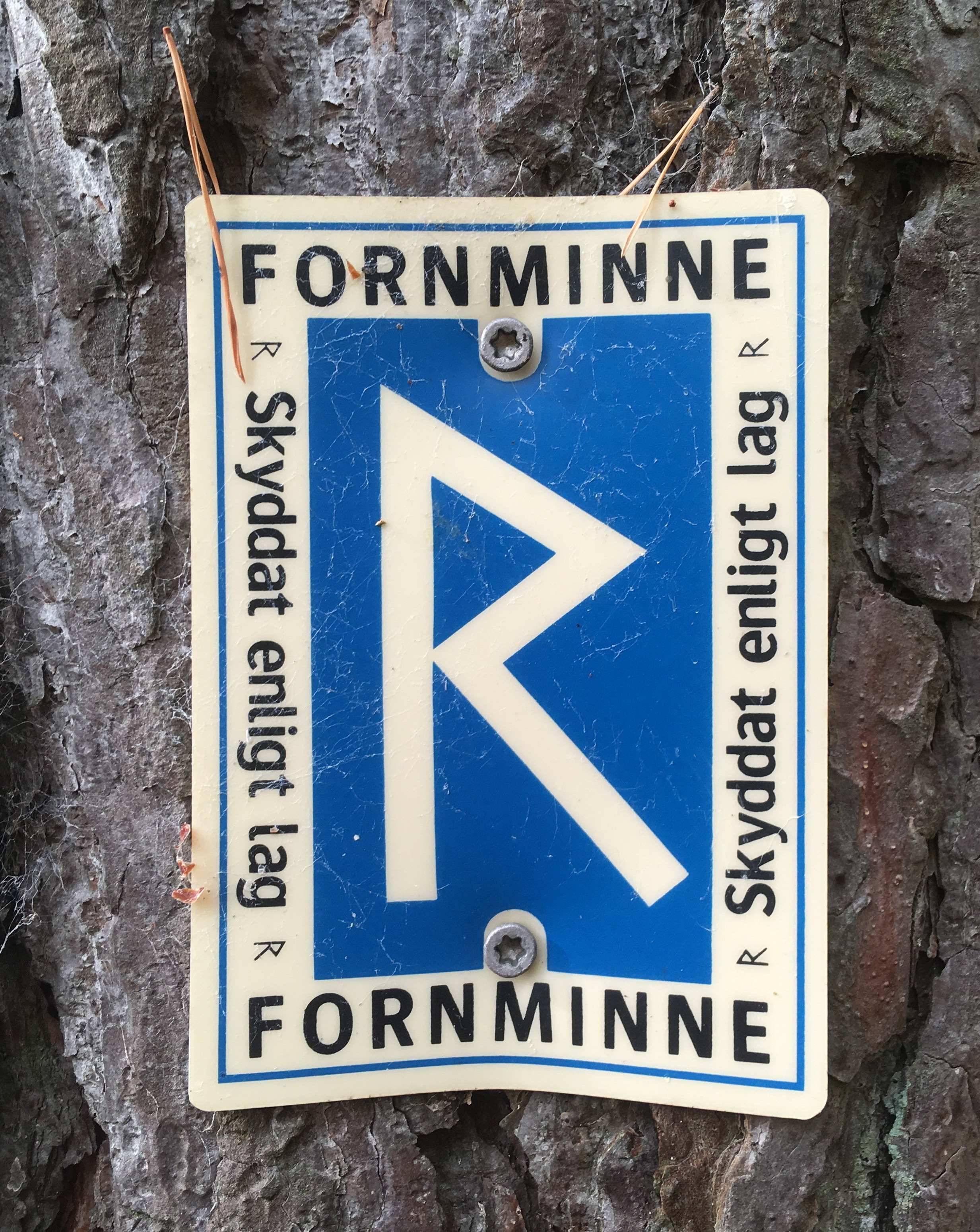
Zeichen für „Fornminnen“ in Schweden

Diese Liste der Fornminnen in Indal zeigt die „Alten/antiken Denkmale“ (schwedisch fornminnen) im ehemaligen Socken Indal in der heutigen Gemeinde Sundsvall der schwedischen Provinz Västernorrlands län, sie ist eine Teilliste der „Liste der Fornminnen in Västernorrland“. Die Aufteilung basiert auf der historischen Zuordnung der Gebiete in Socken (siehe auch) und der Einteilung des Zentralamts für Denkmalpflege Riksantikvarieämbetet (RAÄ). Es werden die Fornminnen aufgeführt, die auf dem Suchdienst „Fornsök“ registriert sind, welcher weitere Informationen zu den bekannten kulturhistorischen Überresten in Schweden enthält.

## Begriffserklärung
Fornminnen (schwedisch für alte/antike Denkmale oder archäologische Funde) sind in Schweden alte Objekte und archäologische Funde (Fornlämningar), welche die Überreste menschlicher Aktivitäten in der Vergangenheit bezeichnen, die durch frühere Nutzung entstanden sind und dauerhaft aufgegeben wurden. Dabei gilt für Fornminnen, die vor 1850 entstanden sind, dass sie automatisch durch das Gesetz geschützt sind. Aber auch jüngere Überreste können zu Bodendenkmalen erklärt werden, wenn sie sich an ihrem ursprünglichen Standort befinden und weitgehend erdgebunden sind. Als Fornminnen zählen u. a. Siedlungen und Siedlungsreste aus prähistorischer Zeit, Gräber und Grabstätten, Burgruinen, Ruinen von Klöstern, Kirchen und Schlössern, Steine und Felsen mit Inschriften und Bildern (z. B. Runensteine und Petroglyphen), insofern sie nicht schon als Einzeldenkmal unter Byggnadsminnen (schwedisch für Baudenkmale) oder kyrkliga Kulturminnen (schwedisch für kirchliches Kulturgut) ausgewiesen sind.

## Legende
| ID           | = | ID.Nr. des Denkmalregisters (Fornsök) im schwedische Amt für nationales Kulturerbe (Riksantikvarieämbetet (RAÄ)) |
| Lage         | = | Koordinatenangabe des Standorts                                                                                  |
| Bezeichnung  | = | Bezeichnung des Denkmalobjekts (auch RAÄ-Nr.)                                                                    |
| Beschreibung | = | Name (Denkmaltyp/Dokumentenverweis im Arkivsök) sowie eine kurze Beschreibung des Objekts                        |
| Bild         | = | Bild des Objekts sowie Verweis auf weitere Bilder                                                                |

## Liste Fornminnen Indal
| ID             | Lage    | Bezeichnung (RAÄ-Nr.) | Beschreibung | Bild           |
| -------------- | ------- | --------------------- | --- | -------------- |
| 10247300010001 | (Karte) | Indal 1:1             | Indal 1:1 (Steinkammergrab / L1935:261) direkt südlich am Länsväg 330 (neben Grundstück Langmasören 105) zwischen Bergeforsen und Indal auf der Ostseite des Indalsälven gelegenes Steinkammergrab mit Giebel- und Seitenplatte innerhalb einer etwa 3 m Durchmesser großen Steinsetzung, welche ringsum heute mit Eisengeländer abgesperrt ist; ca. 40 m nordöstlich am Straßenrand befindet sich der Gedenkstein Indal 1:2 (L1936:9584), welches auf das Grab verweist. | Weitere Bilder |
| 10247300010002 | (Karte) | Indal 1:2             | Indal 1:2 (Gedenkstein / L1936:9584) Gedenkstein am Länsväg 330 (neben Grundstück Langmasören 105) zwischen Bergeforsen und Indal, welcher auf das 40 m südwestlich gelegene Steinkammergrab Indal 1:1 (L1935:261) verweist; bestehend aus Granit (60 x 60 cm) mit Inschrift: „FORNGRAV 4000-YR 50 m SOUTH“. | Weitere Bilder |
| 10247300050001 | (Karte) | Indal 5:1             | Indal 5:1 (Steinsetzung / L1936:9561) bitte Beschreibung ergänzen | Weitere Bilder |
| 10247300050002 | (Karte) | Indal 5:2             | Indal 5:2 (Steinsetzung / L1936:9560) Beschreibung ergänzen | Weitere Bilder |
| 10247300050003 | (Karte) | Indal 5:3             | Indal 5:3 (Steinsetzung / L1936:9544) Beschreibung ergänzen | Weitere Bilder |
| 10247300100001 | (Karte) | Indal 10:1            | Indal 10:1 (Hügelgrab / L1935:203) bitte Beschreibung ergänzen | Weitere Bilder |
| 10247300140001 | (Karte) | Indal 14:1            | Indal 14:1 (Gräberfeld / L1935:281) etwa 130 x 30 m großes Gräberfeld am Ostufer des Indalsälven westlich der Ortschaft Arklo, etwa 3,5 km südlich Indal; bestehend aus 8 runden Grabhügel (zwischen 7 und 13 m Durchmesser) mit bis zu 1,8 m Höhe. | Weitere Bilder |
| 10247300160001 | (Karte) | Indal 16:1            | Indal 16:1 (Hügelgrab / L1935:82) Beschreibung ergänzen | Weitere Bilder |
| 10247300160002 | (Karte) | Indal 16:2            | Indal 16:2 (Hügelgrab / L1935:706) Beschreibung ergänzen | Weitere Bilder |
| 10247300160003 | (Karte) | Indal 16:3            | Indal 16:3 (Hügelgrab / L1935:81) Beschreibung ergänzen | Weitere Bilder |
| 10247300160004 | (Karte) | Indal 16:4            | Indal 16:4 (Hügelgrab / L1935:24) Beschreibung ergänzen | Weitere Bilder |
| 10247300170001 | (Karte) | Indal 17:1            | Indal 17:1 (Hügelgrab / L1936:9661) Beschreibung ergänzen | Weitere Bilder |
| 10247300210001 | (Karte) | Indal 21:1            | Indal 21:1 (Hügelgrab / L1936:9837) südliches von 2 benachbarten Hügelgräbern, etwa 2 km südlich Indal am Ostufer des Indalsälven, rund etwa 13 m Durchmesser und 1,3 m hoch mit Bäumen bewachsen, direkt nördlich davon befindet sich Indal 21:2 (L1936:9645) | Weitere Bilder |
| 10247300210002 | (Karte) | Indal 21:2            | Indal 21:2 (Hügelgrab / L1936:9645) nördliches von 2 benachbarten Hügelgräbern, etwa 2 km südlich Indal am Ostufer des Indalsälven, langgestreckt etwa 15 x 2 m und 1,3 m hoch mit Bäumen überbewachsen, direkt südlich davon befindet sich Indal 21:1 (L1936:9637) | Weitere Bilder |
| 10247300220001 | (Karte) | Indal 22:1            | Indal 22:1 (Hügelgrab / L1936:9839) Beschreibung ergänzen | Weitere Bilder |
| 10247300230001 | (Karte) | Indal 23:1            | Indal 23:1 (Hügelgrab / L1936:8732) Beschreibung ergänzen | Weitere Bilder |
| 10247300250001 | (Karte) | Indal 25:1            | Indal 25:1 (Hügelgrab / L1936:9909) südliches aus einer Gruppe von 3 tw. überwachsenen Hügelgräbern am Ostufer des Indalsälven, nahe der Mündung des Kvarnån westlich Ortskern Indal, rund etwa 12 m Durchmesser und 1,7 m hoch, direkt nördlich davon befinden sich die Hügelgräber Indal 25:2 (L1936:9908) und Indal 25:3 (L1936:9910) | Weitere Bilder |
| 10247300250002 | (Karte) | Indal 25:2            | Indal 25:2 (Hügelgrab / L1936:9908) westliches aus einer Gruppe von 3 tw. überwachsenen Hügelgräbern am Ostufer des Indalsälven, nahe der Mündung des Kvarnån westlich Ortskern Indal, rund etwa 8 m Durchmesser, 1 m hoch und mittig mit einer Grube, direkt südlich davon befinden sich die Hügelgräber Indal 25:1 (L1936:9909) und östlich Indal 25:3 (L1936:9910) | Weitere Bilder |
| 10247300250003 | (Karte) | Indal 25:3            | Indal 25:3 (Hügelgrab / L1936:9910) östliches aus einer Gruppe von 3 tw. überwachsenen Hügelgräbern am Ostufer des Indalsälven, nahe der Mündung des Kvarnån westlich Ortskern Indal, rund etwa 6 m Durchmesser mit Randkerben, direkt südlich davon befinden sich die Hügelgräber Indal 25:1 (L1936:9909) und westlich Indal 25:2 (L1936:9908) | Weitere Bilder |
| 10247300260001 | (Karte) | Indal 26:1            | Indal 26:1 (Hügelgrab / L1935:553) Beschreibung ergänzen | Weitere Bilder |
| 10247300270001 | (Karte) | Indal 27:1            | Indal 27:1 (Hügelgrab / L1936:9852) Beschreibung ergänzen | Weitere Bilder |
| 10247300300001 | (Karte) | Indal 30:1            | Indal 30:1 (Hügelgrab / L1936:9694) Beschreibung ergänzen | Weitere Bilder |
| 10247300300002 | (Karte) | Indal 30:2            | Indal 30:2 (Hügelgrab / L1935:255) Beschreibung ergänzen | Weitere Bilder |
| 10247300350001 | (Karte) | Indal 35:1            | Indal 35:1 (Hügelgrab / L1936:9620) Beschreibung ergänzen | Weitere Bilder |
| 10247300360001 | (Karte) | Indal 36:1            | Indal 36:1 (Hügelgrab / L1935:340) Beschreibung ergänzen | Weitere Bilder |
| 10247300390001 | (Karte) | Indal 39:1            | Indal 39:1 (Hügelgrab / L1936:9736) Beschreibung ergänzen | Weitere Bilder |
| 10247300390002 | (Karte) | Indal 39:2            | Indal 39:2 (Hügelgrab / L1936:9719) Beschreibung ergänzen | Weitere Bilder |
| 10247300420001 | (Karte) | Indal 42:1            | Indal 42:1 (Hügelgrab / L1935:364) Beschreibung ergänzen | Weitere Bilder |
| 10247300430001 | (Karte) | Indal 43:1            | Indal 43:1 (Hügelgrab / L1936:9665) Beschreibung ergänzen | Weitere Bilder |
| 10247302620001 | (Karte) | Indal 262:1           | Indal 262:1 (Gedenkstelle / L1935:352) etwa 1,8 m hoher Holzstumpf (0,6 m Durchmesser) südlich an der Straße zwischen den Ortschaften Sodalen und Sjöändan etwa 90 m nördlich des Teichs Motjärnen; mit Inschrift „1671...“ auf einer geschnitzten Fläche (50 x 30 cm). | Weitere Bilder |